# السامرية (ديانة)
تُعد الديانة السامرية، الديانة القومية للسامريين. ويلتزم السامريون بالتوراة السامرية، التي يؤمنون بها ويعتبرونها التوراة الأصلية غير المحرفة، غير التوراة المُتعامَل بها عند اليهود. بالإضافة إلى التوراة السامرية، فإن السامريين أيضًا يبجلون نسختهم من كتاب يوشع ويعترفون ببعض الشخصيات التوراتية، مثل عالي.
تُوصف السامرية داخليًا بأنها الديانة التي بدأت بموسى، ولم تتغير طيلة آلاف السنين التي مرت منذ ذلك الوقت. ويعتقد السامريون أن الديانة اليهودية والتوراة اليهودية حُرفت بمرور الوقت ولم تعد تخدم الواجبات التي كلف بها الله على جبل سيناء. ينظر اليهود إلى جبل الهيكل باعتباره المكان الأكثر قداسة في عقيدتهم، في حين أن السامريين يعتبرون جبل جرزيم أكثر مواقعهم قداسة.

## التاريخ
ترى السامرية أن قمة جبل جرزيم هي المكان الحقيقي المقدس عند الله، على خلاف ما تُعلم اليهودية، بأنه الصخرة المشرفة على جبل الهيكل (موقع ساحات المسجد الأقصى). لذلك، يتتبع السامريون تاريخهم ككيان منفصل عن اليهود إلى زمن موسى، إذ يعتقدون أن يوشع أرسى الأساس لمعبدهم. ويُرجع التأريخ السامري الانشقاق إلى تخلّي الكاهن الأكبر عالي عن خيمة موسى؛ متوجهًا لجبل جرزيم بعد وفاة يوشع.

يعلق أبو الفتح السامري، الذي كتب في القرن الرابع عشر عملًا رئيسيًا في التاريخ السامري، على الأصول السامرية على النحو الآتي:
«اندلعت حرب أهلية رهيبة بين عالي بن يفني، من نسل إيثامار، وأبناء فينحاس، لأن عالي بن يفني قرر سلب الكهنوتية العليا من ذرية فينحاس. كان يقدم تضحيات على حجر المذبح. وكان يبلغ 50 عامًا من العمر، ويتمتع بثروة، ومسؤولًا عن خزينة بني إسرائيل... قدم تضحية على المذبحِ، بدون ملح، كما لو كان غافلًا. وعندما علم الكاهن الأكبر عزي بهذا، ووجد أن التضحية لم تُقبل، تنصلّ منه تمامًا؛ ويُقال (حتى) أنه وبخه. فقام هو والجماعة المتعاطفة معه بالثورة وعلى الفور انطلق هو وأتباعه إلى شيلو. وهكذا انقسمت إسرائيل إلى طوائف. أرسل إلى زعمائهم قائلًا لهم، «كل من أراد رؤية أشياء رائعة، فليأتني». ثم جمع حوله مجموعة كبيرة في شيلو، وبنى معبدًا لنفسه هناك؛ حيث شيد مكانًا مثل الهيكل (على جبل جرزيم). وبنى مذبحًا، دون إهمال أي تفصيل، فكل شيء كان متوافقًا مع الأصل، قطعةً قطعة. في هذا الوقت انقسم بنو إسرائيل إلى ثلاثة طوائف. طائفة مخلصة في جبل جرزيم؛ وطائفة منشقة تتبع آلهة زائفة؛ والأخيرة التي تبعت عالي بن يفني في شيلو».
وعلاوة على ذلك، يُعتقد أن الوقائع السامرية أدلر، أو الوقائع الجديدة، تألفت في القرن الثامن عشر مستخدمة سجلات سابقة كما تفيد المصادر:
«انقسم بنو إسرائيل في أيامه إلى ثلاث مجموعات. أحدهم عمل حسب رجاسات الجنتايل وخدم آلهة أخرى؛ ومجموعة أخرى اتبعت عالي بن يفني، رغم أن الكثير ابتعد عنه بعد أن كشف عن نواياه؛ وبقيت الأخيرة مع الكاهن الأكبر عزي بن بقي، المكان المختار».
ظهرت السامرية كثقافة عرقية مستقلة بعد نجاتها من الأسر الآشوري في القرن الثامن قبل الميلاد. تشهد المصادر اليهودية على سردها الخاص عن أصول السامريين. ومن هنا، هناك اقتراحات متضاربة، بما في ذلك، السامريون هم شعب كوثا الموصوف في تلمود. توضح الرواية اليهودية التقليدية لسفر الملوك الثاني ويوسيفوس فلافيوس، تفاصيل شعب إسرائيل الذي نُقل من قبل ملك الآشوريين (سرجون الثاني) إلى هالة، وإلى غوزان (تل حلف) على نهر الخابور وإلى مدن الميديين. ثم جلب ملك الآشوريين أناسًا من بابل، وكوثا، وآفا، وإيماتا (حماة) وسفروايم (سورينافان) لوضعهم في السامرة. ولأن الله أرسل بينهم أسودًا لقتلهم؛ أرسل ملك الآشوريين أحد الكهنة من بيت إيل لتعليم المستوطنين الجدد أحكام الله. وكنتيجة نهائية، كان المستوطنون الجدد يعبدون إله الأرض والآلهة من البلدان التي جاءوا منها. غير أن الدراسات الجينية أظهرت أن السامريين ينحدرون في الغالب من السكان الإسرائيليين السابقين، وإن كانوا معزولين نظرًا لتاريخ الشعب المنعزل. وهذا من شأنه أن يلقي بظلال من الشك على هذه النظرية التاريخية، إن لم تفند تمامًا،  التي تقول إن السامريين نشأوا من آشور.
علاوة على ذلك، فإن مخطوطة البحر الميت 4Q372، التي تروي الأمل في عودة الأسباط العشرة المفقودة إلى أرض يوسف، تصرح أن سكان الشمال الحاليين هم حمقى، وشعب معادٍ، ولكنهم لا يشار إليهم صراحة بالأجانب. ويتابع أن هؤلاء السامريين سخروا من القدس وبنوا معبدًا على مكان مرتفع (جرزيم) لاستفزاز إسرائيل.
كان النزاع بين السامريين واليهود غفيرًا بين نهاية التشتت الآشوري وثورة بار كوخبا. يصف التناخ (الكتاب العبري) التحريض المتعدد من السكان السامريين ضد اليهود والانتقاص منهم، وتقدم حكاية السامري الصالح ليسوع المسيح دليلًا على هذا النزاع. يرجع تدمير معبد جبل جرزيم إلى الكاهن الأكبر يوحنا هيركانوس.
وفي أعقاب الثورات الفاشلة، أعيد تكريس جبل جرزيم بمعبد جديد، والذي دُمر مرة أخرى في نهاية المطاف أثناء الثورات السامرية. وكان اضطهاد السامريين شائعًا في القرون التالية.

## العقيدة
المعتقدات الرئيسية للسامريين هي كما يلي:
- هناك إله واحد، يهوه، نفس الإله المعترف به من قبل الأنبياء العبريين. الإيمان بوحدة الخالق، الوحدة المطلقة. فهي سبب الأسباب، وهي تملأ العالم كله. ولا يمكن للإنسان أن يفهم طبيعته، بل وفقًا لأعماله وحسب ما كشف عنه لشعبه، ولطفه الذي أظهره لهم.
- التوراة هي الكتاب المقدس الوحيد الذي أعطاه الله لموسى. أنشِئت التوراة قبل خلق العالم ومن يؤمن بها فهو مضمون في العالم القادم. مكانة التوراة في السامرية باعتبارها الكتاب المقدس الوحيد، يدفع السامريين إلى رفض التوراة الشفهية، والتلمود، وجميع الأنبياء والنصوص باستثناء يوشع، الذي يختلف كتابه في الطائفة السامرية اختلافًا كبيرًا عن كتاب يوشع في العهد القديم/تناخ. وفي الأساس، أحكام كل الأقسام ما بعد التوراة في تناخ، والأعمال الحاخامية اليهودية التقليدية (التلمود، التي تتألف من المشناه والجمارا) مرفوضة. يُعتبر موسى النبي الوحيد الذي قام.
- جبل جرزيم، وليس القدس، هو الملاذ الحقيقي الوحيد الذي اختاره رب إسرائيل. ولا يعترف السامريون بقدسية القدس ولا بجبل الموريا.
- تُسمى نهاية العالم، بـ«يوم الانتقام». في نهاية الأيام، حيث شخصية تُسمى المشيح (ما يكافئ المسيح في اليهودية) من سبط يوسف، سواء إفرايم أو مانيسا، الذي سيكون نبيًا مثل موسى (وإن قال البعض إنه موسى) لمدة 40 عامًا، ويُعيد جميع الإسرائيليين، ثم سيُبعث الموتى. ثم يكتشف المشيح خيمة موسى على جبل جرزيم، وسيُدفن بجوار يوسف حين يموت.

## الأعياد
احتفظ السامريون بفرع من النص العبري القديم، وكهنوتية عالية، وذبح وأكل لحم الخروف عشية عيد الفصح، والاحتفال ببداية الشهر الأول ببداية الربيع كعام جديد. لا يُعتبر يوم تروعاه (الاسم التوراتي لـ «روش هاشناه»)، في بداية شهر تشري، عامًا جديدًا كما هو في اليهودية الحاخامية.
يكتسي عيد الفصح أهمية خاصة في المجتمع السامري، إذ يبلغ ذروته بتضحية ما يصل إلى 40 خروفًا. وما يزال حساب عومر دون تغيير إلى حد كبير؛ ولكن الأسبوع السابق للشافوعوت (عيد الأسابيع) هو عيد فريد يُحتفل به للالتزام المتواصل بالسامرية، المُحافظ عليها منذ زمن موسى. يتميز الشافوعوت بالعبادات والصلاة المتواصلة طيلة اليوم تقريبًا، خاصةً على صخور جرزيم المنسوبة إلى يوشع. خلال عيد المظلة (سوكوت)، تُبنى العروش أو المظلات داخل المنازل خلافًا للسياقات التقليدية في الخلاء. القيود المفروضة في عيد الغفران أكثر شمولية في السامرية، إذ يُمنع حتى الرضاعة الطبيعية وتغذية الأطفال، ولا يُفرض الفصل بين الجنسين أثناء تأدية العبادات.

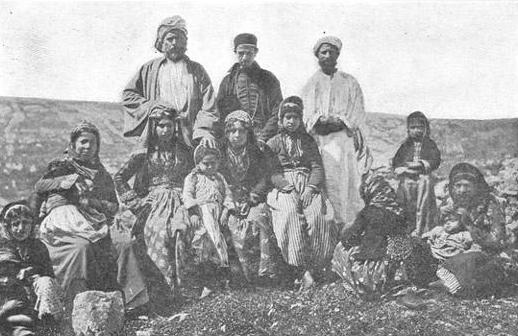
السامريون، صورة تعود لسنوات 1900 من قبل صندوق استكشاف فلسطين
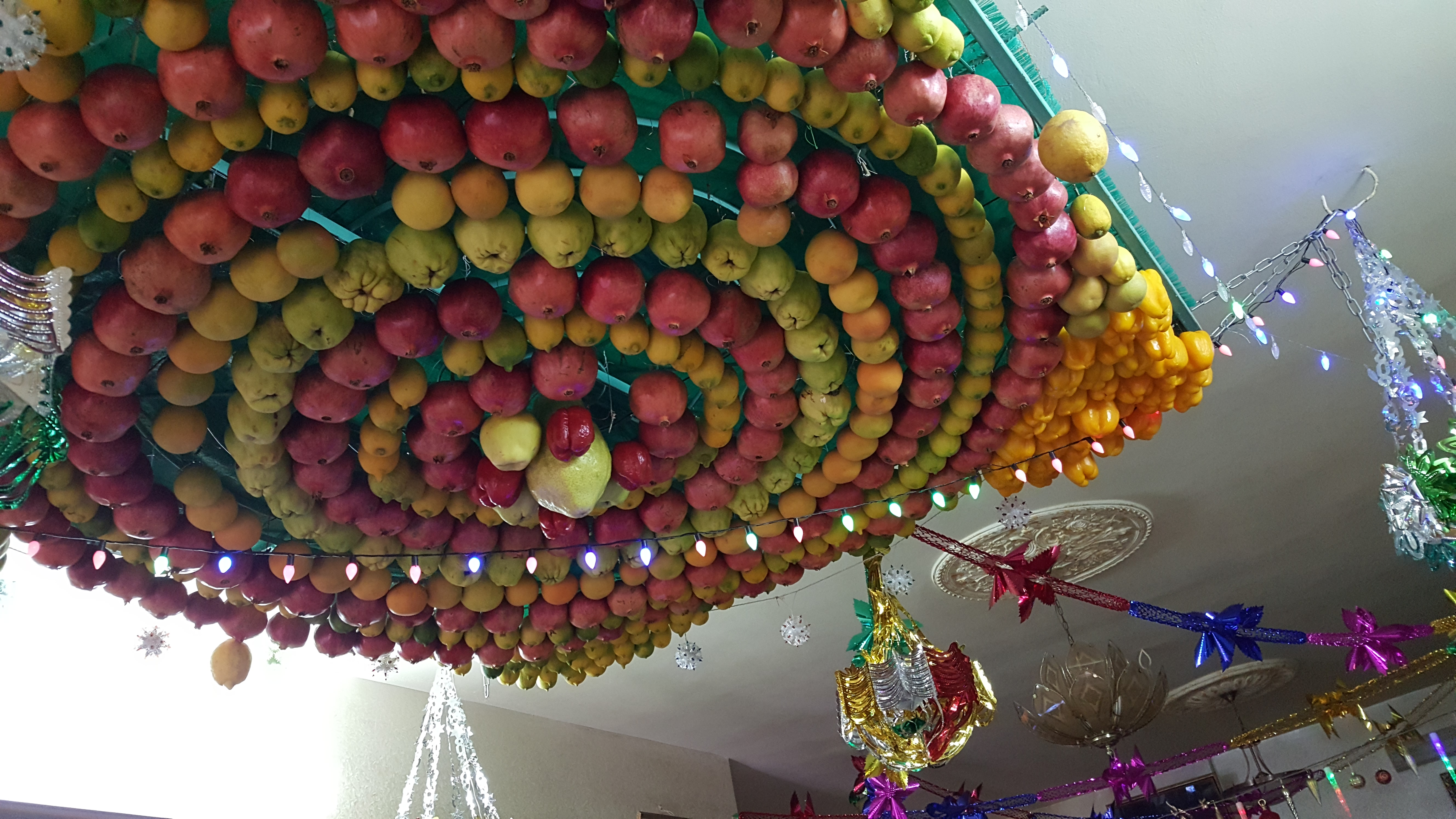
إحتفالات عيد العرش على جبل جرزيم
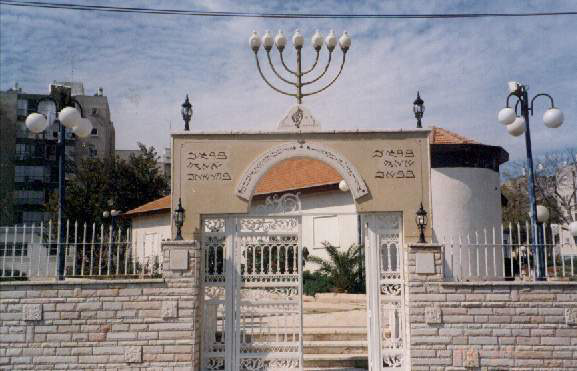
مدخل الكنيس السامري الحديث في مدينة حولون، إسرائيل